# Ilse Pompe-Niederführ
Ilse Pompe-Niederführ (* 26. Juni 1904 in Wien; † 20. Mai 1986 ebenda) war eine österreichische Bildhauerin.

## Leben
Ilse Pompe wurde 1922 bis 1924 an der Kunstgewerbeschule in Wien unter den Professoren Franz Czisek und Anton Hanak und von 1924 bis 1932 an der Akademie der Bildenden Künste Wien von Hans Bitterlich und Josef Müllner ausgebildet. 1929 bis 1931 war sie Assistentin bei Professor Czisek und unterrichtete an der "Elizabeth Duncan Schule" in Salzburg in Schloss Kleßheim. Daneben war sie am Frauenseminar Dresden tätig und zwei Jahre lang Assistentin an der Architekturabteilung der TH Wien. 1932 bis 1935 arbeitete sie als freischaffende Künstlerin in Prag, danach bis 1939 in Dresden, daneben in Pressburg, Krakau und Wien. Von 1942 bis 1945 hatte sie eine Assistentenstelle an der Wiener Technischen Hochschule inne, wofür die Verbindung mit Hans Niederführ, dem Ariseur des Reinhardt-Seminars, mindestens nicht hinderlich war, galt sie doch als Exponentin der "jungen Plastik der Ostmark". Ab 1962 war sie Mitglied im „Wiener Künstlerhaus“.
Ilse Pompe-Niederführ war mit Hans Niederführ (1902–1987), vor 1938 Max Reinhardts Sekretär, von 1938 bis 1945 Leiter des Max-Reinhardt-Seminars und von 1954 bis 1959 Leiter der Schauspielschule des Burgtheaters verheiratet.

## Werk
Zu den Werken von der Künstlerin gehören Holzplastiken, Porträtbüsten, Glasmosaiken, die Erstellung und Restaurierung von Grabmälern, Restaurierung von Stuckdecken, Konsularensembles, Kinderspielplastiken und ab 1978 fast ausschließlich Portraitplaketten. 

## Werke (Auswahl)
- 1948: Puchheimer Altar

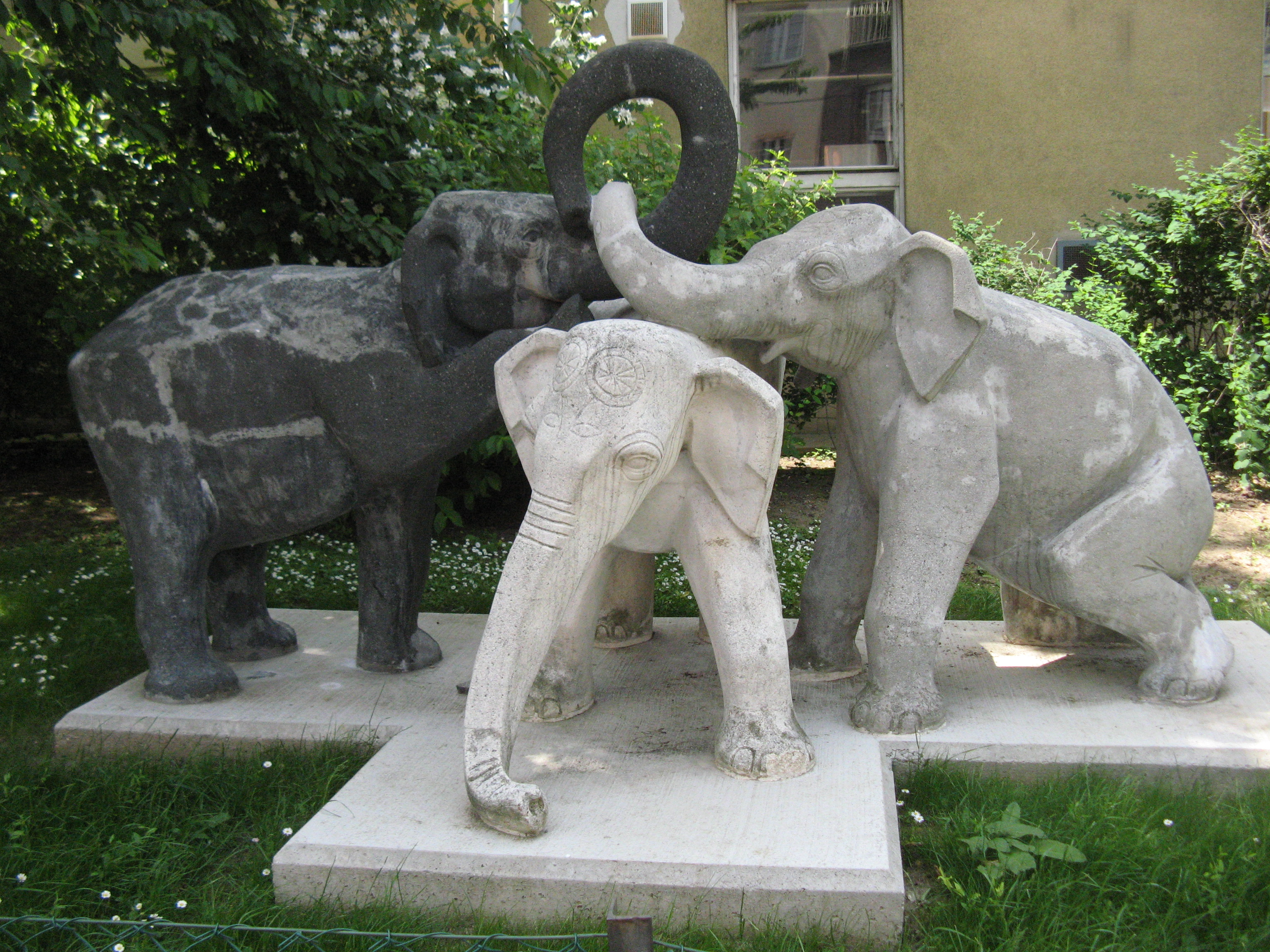
Elefantengruppe beim Kindergarten in der Quaringasse, Wien

- 1956: Vogelbrunnen Schönbrunn Schlosspark
- 1963–64: Elefantengruppe Kindergarten Quarinplatz im 10. Bezirk Wien
- 1966–67: Calafati
- 1968–69: Fortuna
- 1978: Großstatue des Möbelhauses Ikea

## Preise
- 16. Juni 1975: Österreichisches Ehrenkreuz für Wissenschaft und Kunst
- Goldener Lorbeer vom Künstlerhaus Wien
- Goldene Füger-Medaille[2]